# Afrixalus lindholmi
Afrixalus lindholmi és una espècie de granota de la família dels hiperòlids que viu al Camerun.